# Pseudonapomyza grandiosa
Pseudonapomyza grandiosa är en tvåvingeart som beskrevs av Spencer 1961. Pseudonapomyza grandiosa ingår i släktet Pseudonapomyza och familjen minerarflugor.
Artens utbredningsområde är Madagaskar. Inga underarter finns listade i Catalogue of Life.